# Homosexualität in Pakistan
Homosexualität in Pakistan ist in Teilen der Gesellschaft tabuisiert und homosexuelle Handlungen werden mit Gefängnisstrafen bestraft.

## Illegalität
Homosexuelle Handlungen sind in Pakistan nach dem pakistanischen Strafgesetzbuch illegal und werden mit Gefängnisstrafen von zwei Jahren bis im Höchstmaß lebenslang bestraft.

## Antidiskriminierungsgesetze
Es existiert kein Antidiskriminierungsgesetz zum Schutz der sexuellen Orientierung in Pakistan.

## Anerkennung gleichgeschlechtlicher Paare
Eine staatliche Anerkennung von gleichgeschlechtlichen Paaren besteht weder in der Form der Gleichgeschlechtlichen Ehe noch in einer Eingetragenen Partnerschaft.

## Gesellschaftliche Situation
Aufgrund der Illegalität bestehen keine LGBT-Communitys in Pakistan. Homosexuelle Menschen werden dadurch in den gesellschaftlichen Untergrund gedrängt.